# Super Duper Hits: The Best of Joss Stone
Super Duper Hits: The Best of Joss Stone is het eerste verzamelalbum van de Britse zangeres Joss Stone. De release in Nederland was op 30 september 2011. Op het album staan de hits van de studioalbums van Stone die tot 2009 werden uitgegeven: The Soul Sessions (2003), Mind, Body & Soul (2004), Introducing Joss Stone (2007) en Colour Me Free! (2009). Het album werd vlak na de release van het album SuperHeavy van de gelijknamige supergroep, waarvan Stone naast Mick Jagger, Dave Stewart, Damian Marley en A. R. Rahman deel uitmaakt, uitgebracht.
Stone zelf wilde niet dat het album uitkwam. Ze zei: "Dat album komt niet uit, oh nee, echt niet! Ze hebben het recht niet om dat te doen, ik heb er wat over te zeggen en ik moet alle nummers, foto's en met name de titel goedkeuren die ze gebruiken. En oh mijn God, ik heb nog nooit zo'n domme titel gehoord in m'n hele leven! En ik weet niet wat voor hits ze erop gaan zetten, want ik heb nog nooit een hit gehad!" Het album is desondanks gewoon door EMI uitgebracht.

## Afspeellijst
| Nr. | Titel                                              | Schrijver(s)                                                             | Producer(s)                                            | Duur |
| --- | -------------------------------------------------- | ------------------------------------------------------------------------ | ------------------------------------------------------ | ---- |
| 1.  | Super Duper Love                                   | Willie Garner                                                            | Betty Wright, Steve Greenberg, Mike Mangini            | 4:20 |
| 2.  | Fell in Love with a Boy                            | Jack White                                                               | Ahmir "Questlove" Thompson, Wright, Greenberg, Mangini | 3:38 |
| 3.  | You Had Me                                         | Joss Stone, Francis White, Wendy Stoker, Wright                          | Mangini, Greenberg, Wright                             | 3:59 |
| 4.  | Right to Be Wrong                                  | Stone, Desmond Child, Wright                                             | Mangini, Greenberg, Wright                             | 4:40 |
| 5.  | Spoiled                                            | Stone, Lamont Dozier, Beau Dozier                                        | Mangini, Greenberg, Wright                             | 4:03 |
| 6.  | Don't Cha Wanna Ride                               | Stone, Child, Wright, Greenberg, Mangini, Eugene Record, William Sanders | Mangini, Greenberg, Wright                             | 3:31 |
| 7.  | Tell Me 'bout It                                   | Stone, Raphael Saadiq, Robert Ozuna                                      | Saadiq                                                 | 2:48 |
| 8.  | Bruised But Not Broken                             | Diane Warren                                                             | Saadiq                                                 | 4:15 |
| 9.  | Tell Me What We're Gonna Do Now (featuring Common) | Stone, Alonzo "Novel" Stevenson, Tony Reyes, Lonnie Lynn                 | Saadiq                                                 | 4:22 |
| 10. | Baby Baby Baby                                     | Stone, Danny P, Jonathan Shorten                                         | Saadiq                                                 | 4:34 |
| 11. | Free Me                                            | Stone, Shorten, Conner Reeves, Kenya Baker                               | Stone, Shorten, Reeves                                 | 3:53 |
| 12. | Stalemate (featuring Jamie Hartman)                | Jamie Hartman, Camilla Boler, Stone                                      | Hartman                                                | 4:18 |
| 13. | L-O-V-E                                            | Bert Kaempfert, Milt Gabler                                              | Saadiq                                                 | 2:48 |